# Обухово (Сафоновський район)
Обухово (рос. Обухово) — присілок Сафоновського району Смоленської області Росії. Входить до складу Вадінського сільського поселення.
Населення — 26 осіб (2007 рік). 